# The Mysteries of Laura
The Mysteries of Laura is een Amerikaanse komische/dramatische televisieserie die zich afspeelde op een politiebureau in New York. De eerste aflevering van seizoen 1 werd op 17 september 2014 uitgezonden op NBC, en telde 22 afleveringen. Op 23 september 2015 werd begonnen met seizoen 2, dat 16 afleveringen telde. De serie eindigde in 2016.

## Verhaal
De televisieserie volgt het leven van rechercheur Laura Diamond (Debra Messing), rechercheur van de afdeling moordzaken van de New York City Police Department (NYPD). Zij heeft haar handen vol aan haar werk als rechercheur en als alleenstaande moeder over een tweeling. Op haar werk moet zij werken onder hoofdrechercheur Jake Broderick (Josh Lucas). Hij is Laura's ex-man en de vader van de tweeling. Dit veroorzaakt regelmatig spanningen tussen hen beiden. Zij doet haar werk op haar eigen manier. Dit houdt in met anti-modieuze kleding en het weinig gebruiken van de juiste etiquette naar de mensen die zij tegenkomt in het onderzoek.

## Rolverdeling

### Hoofdrollen
- Debra Messing – rechercheur Laura Diamond: gelukkig gescheiden van Jake Broderick en dol op haar tweeling
- Josh Lucas – hoofdrechercheur Jake Broderick: ex-man van Laura en haar baas, die nog steeds gevoelens voor Laura heeft
- Laz Alonso – rechercheur Billy Soto: werkpartner van Laura
- Janina Gavankar – rechercheur Meredith Bose
- Meg Steedle – rechercheur Francesca "Frankie" Pulaski
- Max Jenkins – kantoormedewerker Max Carnegie

### Terugkerende rollen
- Robert Klein - Leo Diamond, vader van Laura
- Charles Reina en Vincent Reina - Nicholas en Harrison Broderick, de tweeling van Laura
- Alysia Joy Powell – Alicia, kinderjuffrouw van de tweeling
- Marc Webster - Reynaldo West, medisch onderzoeker die Laura regelmatig assisteert
- Neal Bledsoe - Tony Abbott, vriend van Laura en eigenaar van een lunchwagen

## Afleveringen
| Seizoen | datum eerste aflevering | datum laatste aflevering | aantal afleveringen |
| ------- | ----------------------- | ------------------------ | ------------------- |
| 1       | 17 september 2014       | 20 mei 2015              | 22                  |
| 2       | 23 september 2015       | 2 maart 2016             | 16                  |

## Nominaties
- 2015 People's Choice Award in de categorie Beste Nieuwe Televisieserie, verloren van televisieserie Jane the Virgin
- 2015 Young Artist Award in de categorie Beste Optreden door een Jeugdacteur/actrice door jeugdactrice Morgan McGarry